# چارلز شنی
چارلز شنی (انگلیسی: Charles Schnee؛ ۶ اوت ۱۹۱۶ – ۲۹ نوامبر ۱۹۶۲) یک فیلم‌نامه‌نویس و تهیه‌کننده اهل ایالات متحده آمریکا بود.
وی در سال ۱۹۵۲ میلادی، بابت نگارش فیلم‌نامهٔ «بد و زیبا» برندهٔ جایزه اسکار بهترین فیلم‌نامه اقتباسی شد.

## گزیدهٔ آثار
- بد و زیبا (۱۹۵۲)
- الهه‌های انتقام (۱۹۵۰)
- رودخانه سرخ (۱۹۴۸)